# بنين (رواية)
بنين
بنين (النطق الروسي: [pnʲin]) هي رواية فلاديمير نابوكوف الثالثة عشرة ورابع رواياته المكتوبة باللغة الإنجليزية؛ نُشرت عام 1957. شكّل نجاح بنين في الولايات المتحدة انطلاقةً لمسيرة نابوكوف المهنية كأحد القامات الأدبية. يعرض الكتاب بطل الرواية المسمى تيموفي بافلوفيتش بنين، وهو أستاذ مساعد روسي المولد في الخمسينيات من عمره يعيش في الولايات المتحدة، ويُعتقد أن شخصيته مشتقة جزئيًا من حياة زميل نابوكوف مارك زفتيل وكذلك من حياة نابوكوف نفسه. بعد نفيه من قبل الثورة الروسية وما أسماه «حرب هتلر»، درّس بنين اللغة الروسية في كلية وينديل الخيالية، التي استوحى اسمها مَجازًا من جامعة كورنيل وكلية ويليسلي -الأماكن التي درّس فيها نابوكوف نفسه.

## ملخص الحبكة

### الفصل الأول
تيموفي بافلوفيتش بنين، الشخصية الرئيسية، هو أستاذ اللغة الروسية في كلية وينديل؛ «أصلع بصورة مثالية» مع «جذع رجل قوي» و«ساقين طويلتين» و«أقدام أنثوية». يظهر بنين في قطار متجه من وينديل إلى كريمونا، حيث سيلقي محاضرةً بصفته محاضرًا زائرًا. يبدو منزعجًا بشكل مستمر بسبب خوفه من ضياع أوراق محاضرته، أو خلطها مع مقال يصححه لأحد الطلاب. يكتشف بنين أنه استقل القطار الخطأ ويترجل منه. عندما يحاول الصعود إلى حافلة متجهة إلى كريمونا، يدرك فجأةً أنه فقد حقيبته (التي تضم أوراقه) ويصيبه الهلع نتيجةً لذلك. يصل أخيرًا إلى كريمونا على متن شاحنة، بعد أن يستعيد أوراقه، وتراوده رؤية وهو على وشك إلقاء محاضرته، إذ يرى في الحضور والديه المتوفيين وأصدقاءه قبل الثورة الروسية. ينتهي الفصل دون الكشف عما إذا كان بنين يحمل الأوراق الصحيحة أم لا.

### الفصل الثاني
يبحث كل من لورنس كليمنتس، وهو زميل لبنين في كلية وينديل، وزوجته جوان، عن مستأجر جديد بعد زواج ابنتهما إيزابيل وخروجها من المنزل. يصبح بنين المستأجر الجديد بعد أن أعلمته أمينة المكتبة في كلية وينديل السيدة ثاير بوجود شاغر. يبدي آل الكليمنتس إعجابهما بغرابة أطوار بنين وتعابيره المميزة. يرد فيما يلي تاريخ علاقة بنين مع زوجته السابقة الدكتورة ليزا ويند، التي تلاعبت به بهدف إحضارها إلى أمريكا لتتركه بعدها من أجل زميلها عالم النفس إريك ويند. تزور ليزا بنين، لكنها تريد فقط الحصول على المال لابنها فيكتور. يستجيب بنين لطلبها بدافع الحب على الرغم من معرفته حقيقتها، ينهار بنين باكيًا بسبب قسوتها، ويصرخ قائلًا «لم أعد أملك شيئًا، لا شيء، لا شيء!».

### الفصل الثالث
يظهر بنين وحيدًا في منزل عائلة كليمنتس بعد أن ذهبوا لزيارة إيزابيل. يصف نابوكوف مساكن بنين الماضية ولغته الإنجليزية المميزة. يحاضر بنين في فصله الابتدائي لتعليم اللغة الروسية، ثم يذهب إلى المكتبة، حيث يتجاهل محاولات السيدة ثاير لبدء دردشة أثناء محاولته إعادة كتاب طلبه زبون آخر، لكن تظهر السجلات أن الذي طلب الكتاب هو بنين نفسه. يجري بنين أبحاثًا أثناء إعداده كتابًا عن الثقافة الروسية، ثم يذهب لحضور فيلم دعائي سوفيتي، ما جعله يبكي. ينتهي الفصل بعودة إيزابيل، التي تركت زوجها. سيتحتم على بنين العثور على مسكن جديد.